# 煮あい
煮あい、煮合い（にあい）は、日本各地の郷土料理。

## 茨城県
煮合い（にあい）は、茨城県水戸市下市地域（水戸駅の東側に位置する下町）の郷土料理。スーパーマーケットなどで惣菜として売られることはほとんどなく、主に家庭でつくられる料理である。

## 和歌山県
煮合い（にあい）は、和歌山県和歌山市加太（旧・加太町）の郷土料理。
漁師町であった加太では江戸時代後期には食されていたとされる。獲れたイワシ、アジ、ハマチなどにタマネギを加え、甘辛い煮汁で煮た料理である。元々は、漁師が舟の上で獲った魚をたまり醤油と日本酒で煮て食べたことが始まりとされる、典型的な漁師飯である。魚すきや煮魚と違い、魚に火が通り切らないうちに食べる「炊き食い」という呼ばれる料理である。
家庭料理としては、砂糖や味噌も入るようになれば、タマネギ以外の野菜や豆腐も入れる。加太地区で「魚の煮付け」といえば、醤油と日本酒のみで味付けがされているところに、名残を残す。
2022年度（2023年3月）、文化庁の100年フード「近代の100年フード部門」に認定された。